# Makonaima rivularis
Makonaima rivularis är en insektsart som beskrevs av William Lucas Distant 1909. Makonaima rivularis ingår i släktet Makonaima och familjen spottstritar. Inga underarter finns listade i Catalogue of Life.